# Сай, Сергей Иванович
Серге́й Ива́нович Сай (16 января 1953, Прокопьевск — 12 июля 2008, Москва) — российский государственный деятель. В 2006—2008 годах возглавлял Росприроднадзор, являясь непосредственным начальником Олега Митволя. Во время его руководства Росприроднадзор вёл ряд громких дел в отношении лиц, нарушающих правила пользования земельными и водными ресурсами.

## Биография
В 1979 году окончил геологический факультет Ленинградского государственного университета по специальности «геолог-съемщик-поисковик».
В 1997 году окончил Российскую академию государственной службы при Президенте Российской Федерации по специальности «государственное и муниципальное управление».
Работал во Всесоюзном геологическом институте, руководил геологическими экспедициями на Дальнем Востоке, в Сибири, Казахстане, Карелии.
1992—1997 год — заместитель председателя Комитета по земельным ресурсам и землеустройству Санкт-Петербурга.
1997—1998 год — заместитель председателя Государственного комитета РФ по земельным ресурсам и землеустройству. Освобождён от должности в связи с ликвидацией комитета.
С июня по сентябрь 1998 года — первый заместитель Министра по земельной политике, строительству и жилищно-коммунальному хозяйству РФ. Курировал вопросы контроля за использованием охранных земель, регистрации прав на объекты недвижимости, топографо-геодезические работы. Освобождён от должности в связи с упразднением министерства.
1999—2000 год — заместитель председателя, председатель Государственного земельного комитета РФ.
2000—2004 год — руководитель Федеральной службы земельного кадастра
С августа 2004 года по июнь 2006 года — заместитель главы, а с июня 2006 года по январь 2008 года — руководитель Росприроднадзора. Являлся непосредственным начальником Олега Митволя. В январе 2008 года ушёл в отставку.

## Личная жизнь
Был женат. Имел сына от первого брака и дочь от второго.

## Болезнь и смерть
Скончался 12 июля 2008 года от сердечного приступа.